# グアティレ
グアティレ（Guatire）は、ベネズエラのミランダ州にある都市で、サモラ市の市庁所在地である。首都カラカスの東郊外に位置する。行政上はグアティレ区 (Parroquia Guatire)である。

## 地理と歴史
コスタ山脈（カリベ山脈）の南を流れるグランデ川（グアレナス川）の一支流、グアティレ川沿いの町である。市街はグランデ川の両岸に広がる。カラカスとロムロベタンクール自動車道で通じ、自家用車とバスによる通勤圏である。
植民地時代から農村地帯で、18世紀にはカカオやタバコが栽培された。20世紀の後葉になってカラカスの郊外都市・ベッドタウンとして人口が急激に増加した。西隣のグアレナスも同様で、両市ともども膨張して互いの市街を接触させている。

## 注
1. ↑  Historia del Estado Miranda, p50, p61。61ページの表には人口1492とあるが、50ページの表の合計により1942の誤記と判断した。